# Eupithecia tripunctaria
Eupithecia tripunctaria là một loài bướm đêm thuộc họ Geometridae. Loài này có thể tìm thấy ở châu Âu và Bắc Mỹ.
Sải cánh dài 17–21 mm. The moths gặp ở tháng 3 đến tháng 9 tùy theo địa điểm.
Ấu trùng ăn các loài Apiaceae.

## Hình ảnh

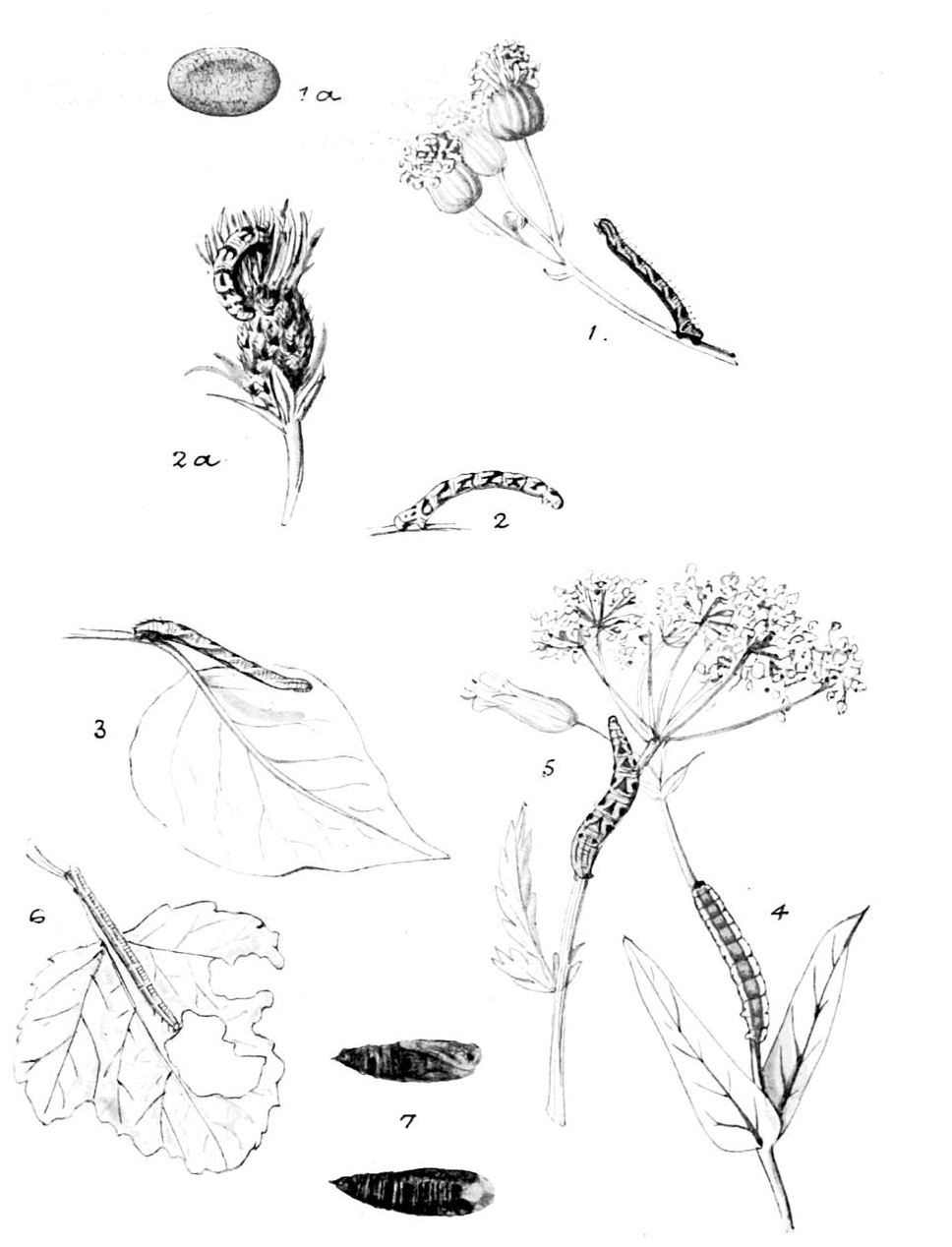
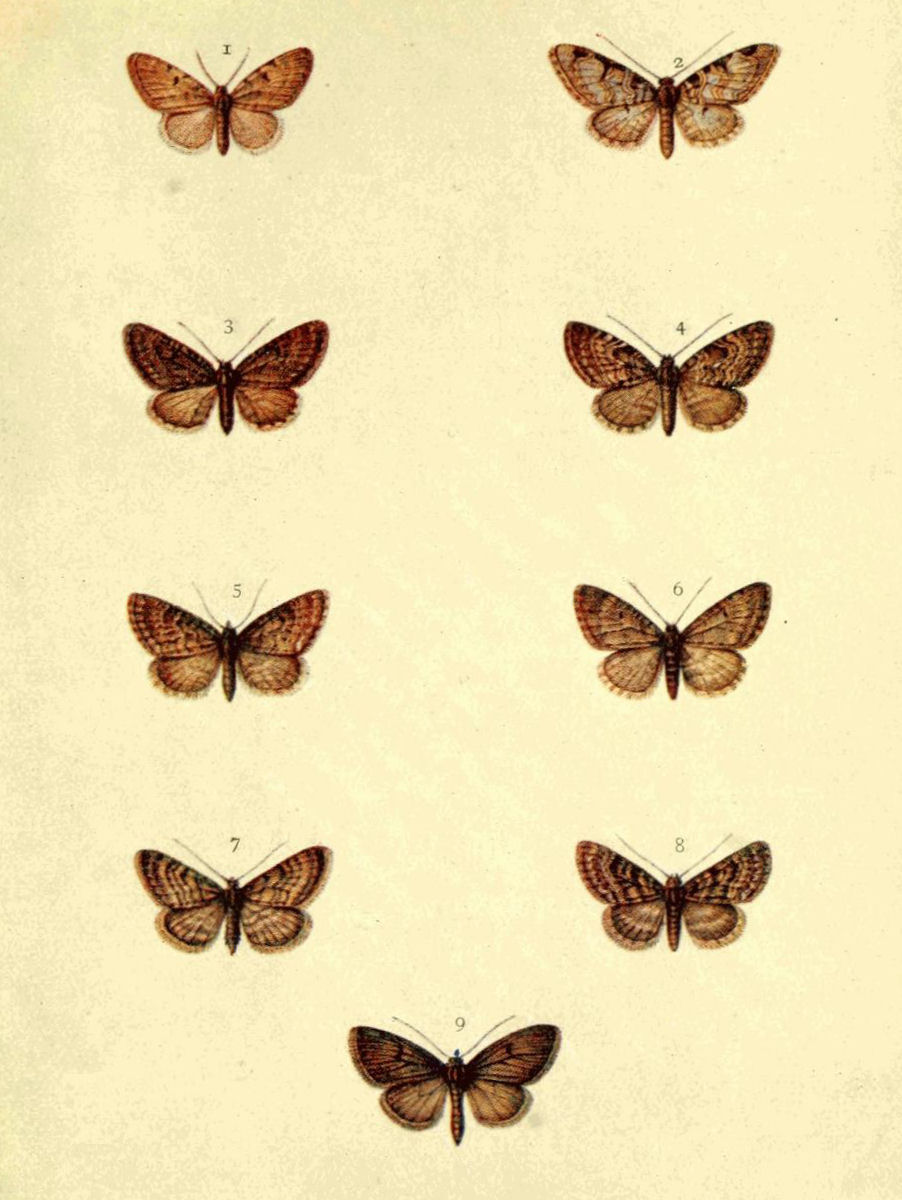
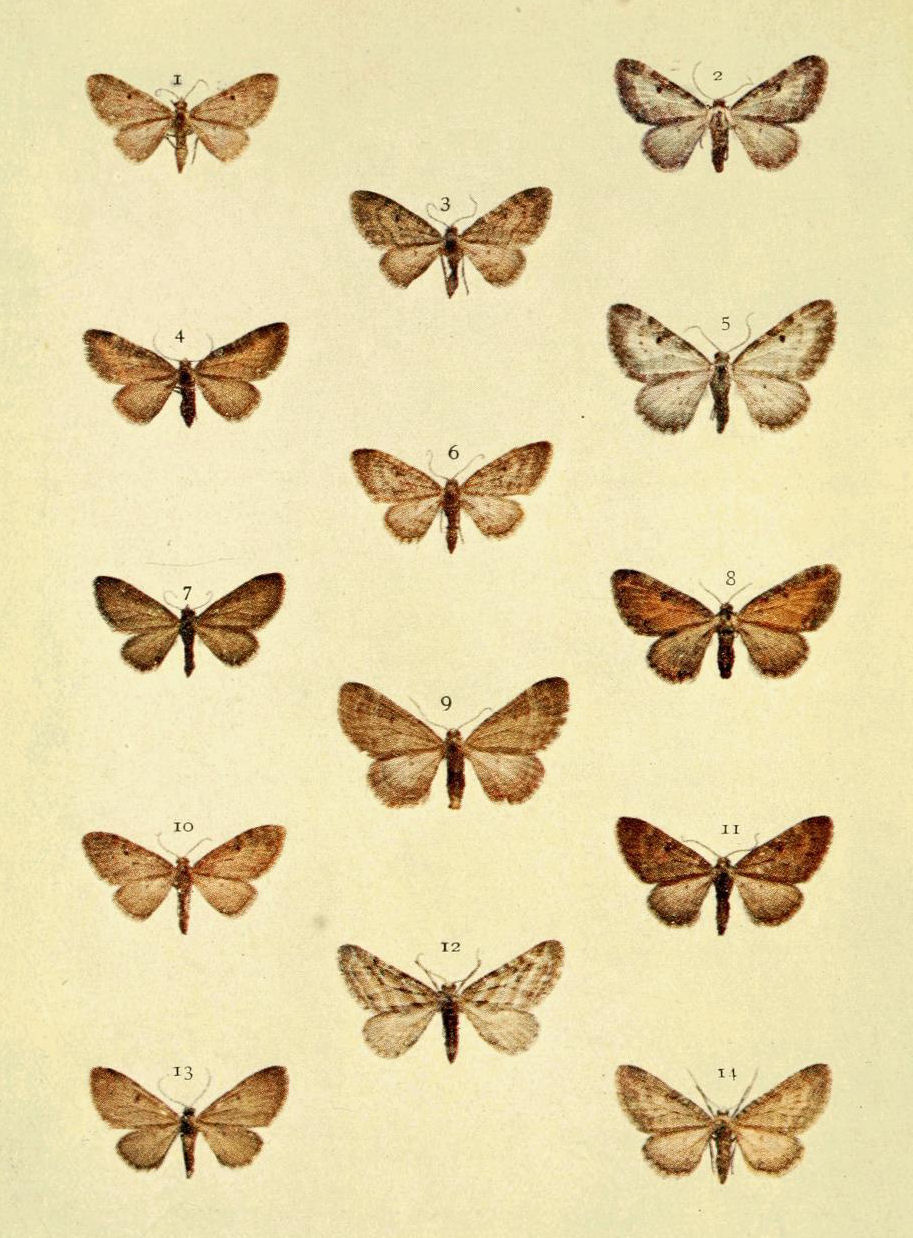